# ロックナット

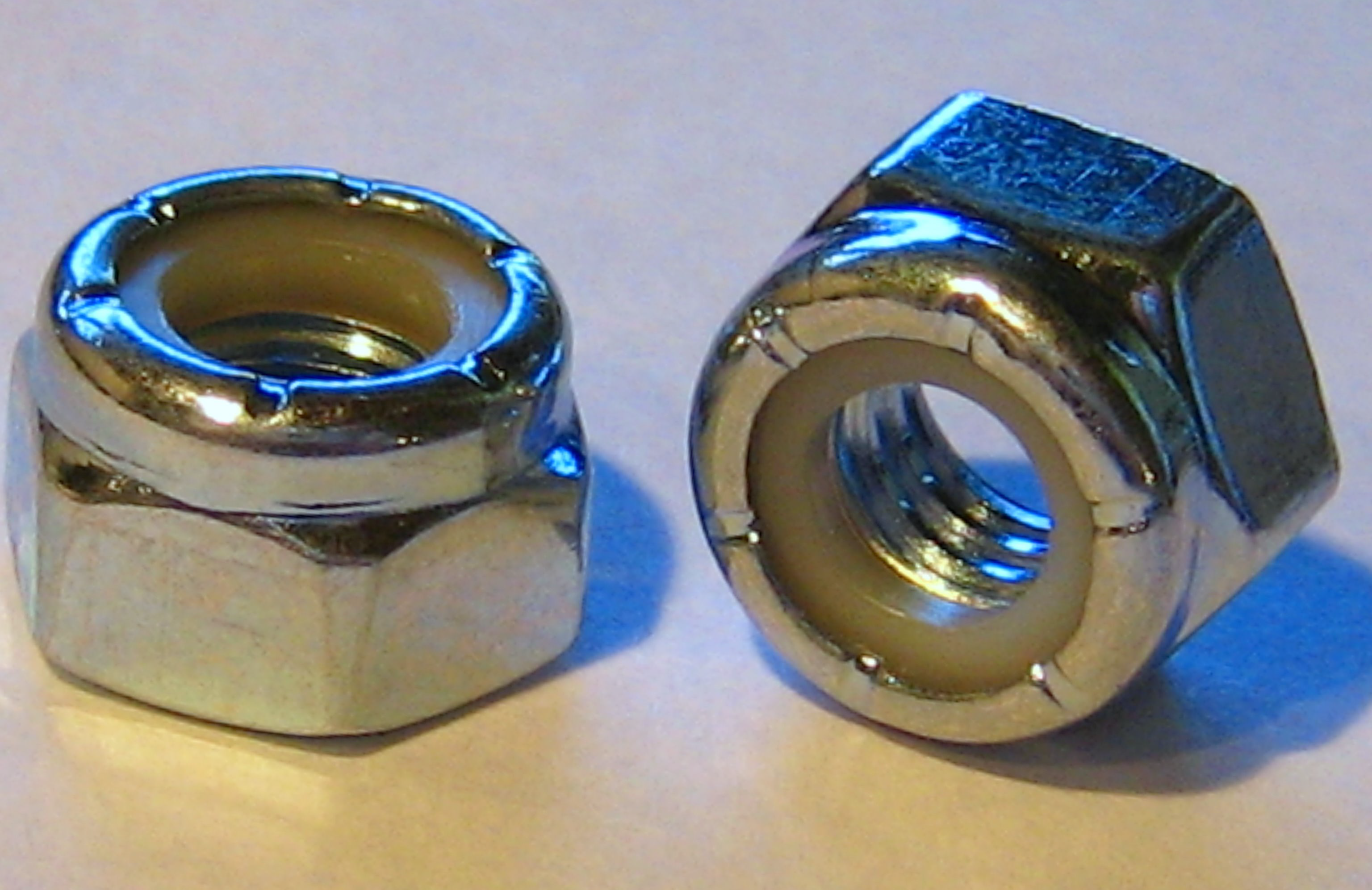
ナイロンロックナット（ 'Nyloc'）

ロックナット（緩み止めナット、英：lock nut, locking nut, self-locking nut, prevailing torque nut stiff nut またはelastic stop nut）とは、緩み止め機能を備えたナット。

## 概要
振動環境下等の一般的なナットでは緩んでしまう恐れのある場合や、特に緩まない信頼性が求められる重要部分の締結に緩み止めナットが利用されている。
また、弾性ストップナットは、ナットの一部が弾性変形してロック動作を行うタイプ。最初のタイプは、ナイロンの代わりに繊維を使用して1931年に発明された。  
振動によるボルト継手を緩めるのを防ぐ方法にはロックナットのほか、 ジャムナット（/Jam_nut）、 ロックワッシャーおよびスレッドロック液（/Thread-locking_fluid）などがある。　

## 盗難防止ナット
セキュリティ対策としてソケットレンチやスパナ等の一般的な工具では緩められないナット等がある。一般的なキーアダプターなどと呼ばれる専用のソケット。

### ノート
1. ↑   Glossary of Terminology Related to Nuts and Bolts 2008年11月30日閲覧。
2. 1 2  Smith 1990, p. 104.
3. ↑  "Nut With Elastic Ring Can't Work Loose", April 1931, Popular Science bottom of page 67 drawing of how lock nuts work